# Dicranomyia fumipennis
Dicranomyia fumipennis är en tvåvingeart som först beskrevs av Butler 1875.  Dicranomyia fumipennis ingår i släktet Dicranomyia och familjen småharkrankar. Inga underarter finns listade i Catalogue of Life.